# Ellehammer (dokumentarfilm)
Ellehammer er en dansk portrætfilm fra 1957 instrueret af Jørgen Roos efter eget manuskript.

## Handling
På grundlag af samtidigt illustrations-, foto- og filmmateriale skildres Jacob Ellehammer som opfinder og specielt hans indsats som flyvepioner fra det første primitive flyveforsøg i 1906 til hans konstruktion i 1921 af en petroleumskarburator. Hans sidste bidrag til flyvningens historie.